# Algernon Ashton
Pour les articles homonymes, voir Ashton.
Algernon Bennet Langton Ashton est un professeur, pianiste et compositeur anglais, né à Durham le 9 décembre 1859 et décédé à Londres le 10 avril 1937.

## Biographie
Lorsqu’il a 4 ans, Ashton s’installe avec sa mère, veuve, à Leipzig où il étudie la musique en privé avant d’entrer au conservatoire de cette ville pour travailler la composition avec Jadassohn, Richter et Carl Reinecke ainsi que le piano avec Papperitz et Coccius. Durant l’hiver 1880-1881, il étudie aussi avec Raff à Francfort.
En 1879, il quitte le conservatoire et retourne en Angleterre. Installé à Londres, Ashton est engagé comme professeur de piano au Royal College of Music à partir de 1885, poste qu’il conserve durant 25 ans.

## Style
Son œuvre, qui compte environ 160 numéros d’opus publiés, couvre tous les genres sauf l’opéra : musique symphonique (plusieurs symphonies et concertos), pièces chorales et mélodies, pages pour piano et œuvres de musique de chambre ; l’immense majorité de ces compositions est tombée dans l’oubli le plus total.
Il semble que la qualité de l’écriture et de l’inspiration d’Ashton – qui possédait une technique si exceptionnelle, dixit Adolph Mann – varie considérablement d’une œuvre à l’autre : « … la sonate op. 86 totalement dépourvue de la chaleur et du génie qui distinguent l’œuvre antérieure [sonate op. 38] » .

## Œuvres (liste non exhaustive)
Musique de chambre
- - Sonate en ré majeur pour violon & piano, op. 3
  - Sonate en fa majeur pour violoncelle & piano, op. 6
  - Phantasiestücke pour violoncelle & piano, op. 12
  - Romance pour flûte & piano, op. 17
  - Rêverie pour violon & piano, op. 19
  - Phantasiestücke pour violon & piano, op. 24
  - Quintette avec piano en ut majeur, op. 25
  - Quatuor avec piano en fa mineur, op. 34[4]
  - Sonate en mi majeur pour violon & piano, op. 38
  - Arioso pour violoncelle & piano, op. 43
  - Sonate en la mineur pour alto & piano, op. 44
  - Suite pour 2 pianos en Fa, op. 50
  - Cavatine pour violon & piano, op. 61
  - Sonate en sol majeur pour violoncelle & piano, op. 75
  - Trio avec piano en mi majeur, op. 77[5]
  - Four lively pieces pour violoncelle & piano, op. 84. (1. Gigue; 2. Rigaudon; 3. Scherzo; 4. Tarentelle)
  - Sonate en ut mineur pour violon & piano, op. 86
  - Trio avec piano en la majeur, op. 88
  - Quatuor avec piano en ut mineur, op. 90
  - Sonate en la majeur pour violon & piano, op. 99
  - Quintette avec piano en mi mineur, op. 100
  - Three tone-pictures pour piano, violon & violoncelle, op. 103 (1. Marche; 2. Canzonette; 3. Scherzo)
  - Tarentelle pour clarinette & piano, op. 107
  - Two modest pieces pour violon & piano, op. 110. (l. Romance; 2. Tarentelle)
  - Sonate en la mineur pour piano & violoncelle, op. 115
  - Trio avec piano en si mineur, op. 123
  - Sonate en si majeur pour violoncelle & piano, op. 128[6]